# Плювалник
Плювалникът е част от обзавеждането, предназначена за плюене в нея, най-вече от хора, дъвчещи тютюн. Терминът се използва и за мивката за плюене, използвана в зъболекарските кабинети. Плювалници се използват и при дегустацията на напитки, като вино, кафе и други.